# W ou le Souvenir d'enfance
W ou le Souvenir d'enfance est un ouvrage de Georges Perec paru en 1975. Le texte est un récit croisé, alternant une fiction (un chapitre sur deux, en italiques) et un récit autobiographique, en apparence très différents.
Les données autobiographiques, et tout particulièrement la catastrophe vécue par Georges Perec, qui a perdu dans son enfance son père tué au combat en 1940 et sa mère déportée à Auschwitz en 1943, éclairent la compréhension de la partie fictionnelle du récit.

## Sujet

### Fiction
La partie fictive du roman commence lorsque Gaspard Winckler, le héros, porteur d'un nom qui n'est pas le sien véritable, et résidant alors dans une ville d'Allemagne, reçoit une lettre mystérieuse lui proposant un rendez-vous. Ce Gaspard est un déserteur qui vit avec de faux papiers, et le nom d'un autre dont il ignore tout. L'auteur de la lettre mystérieuse, Otto Apfelstahl, se présente au rendez-vous, et lui révèle que ses papiers d'identité (ceux de Gaspard Winckler) appartenaient à un garçon sourd-muet – le vrai Gaspard Winckler – disparu avec sa mère Caecilia au cours d'un voyage maritime. Il révèle aussi que lui-même, Otto Apfelstahl, s'occupe d'une Société de secours aux naufragés. Enfin, il demande à son interlocuteur de l'aider à rechercher le jeune garçon, seul passager dont le corps n'a pas été retrouvé dans l'épave du navire échoué dans la zone de l'archipel de la Terre de Feu ; la mère du garçon est morte, mais le petit Gaspard a peut-être survécu au naufrage.
Après une coupure marquée par des points de suspension entre parenthèses (...) (p. 89), le récit fictionnel se poursuit, décrivant l'organisation sociale en vigueur dans une île imaginaire de la Terre de Feu nommée W, entièrement vouée au sport. Les habitants participent tous les jours à des compétitions ; leur devise est « Plus haut, plus fort, plus vite ». L'idéal olympique de W apparaît comme une transposition romanesque de l'idéal Olympique venant de la culture grecque et introduit à Athènes pour la première fois : l'exaltation de la virilité, du surhomme, l'obsession des corps sains et vigoureux, la célébration des forts ,. 
Après la coupure de la page 89, les personnages évoqués au commencement (les deux Gaspard Winckler) ne réapparaissent plus.

### Autobiographie
L'autobiographie commence par : « Je n'ai pas de souvenir d'enfance. Jusqu'à ma douzième année à peu près, mon histoire tient en quelques lignes : j'ai perdu mon père à quatre ans, ma mère à six ; j'ai passé la guerre dans diverses pensions de Villard-de-Lans. En 1945, la sœur de mon père et son mari m'adoptèrent. Cette absence d'histoire m'a longtemps rassuré : sa sécheresse objective, son évidence apparente, son innocence, me protégeaient, mais de quoi me protégeaient-elles, sinon précisément de mon histoire vécue, de mon histoire réelle, de mon histoire à moi qui, on peut le supposer, n'était ni sèche, ni objective, ni apparemment évidente, ni évidemment innocente ? « Je n'ai pas de souvenirs d'enfance » : je posais cette affirmation avec assurance, avec presque une sorte de défi. L'on n'avait pas à m'interroger sur cette question. Elle n'était pas inscrite à mon programme. J'en étais dispensé: une autre histoire, la Grande, l'Histoire avec sa grande hache, avait déjà répondu à ma place: la guerre, les camps. À treize ans, j'inventai et dessinai une histoire. Plus tard, je l'oubliai. Il y a sept ans, un soir, à Venise, je me souvins tout à coup que cette histoire s'appelait « W » et qu'elle était, d'une certaine façon, sinon l'histoire, du moins une histoire de mon enfance. »
Le récit autobiographique prend appui, pour la petite enfance, sur quelques bribes de souvenirs ; l'auteur met en évidence les « tours » joués par la mémoire, les déformations de la réalité, la sélection de certains épisodes, et l'oubli de ceux qui sont les plus traumatisants. Perec se remémore ensuite les années passées dans ses familles adoptives et dans diverses pensions, dans les Alpes. Il souligne le lien fragile, presque irréel parfois qui l'unit aux autres membres de sa famille. Ce récit-là s’achève sur le retour à Paris et la découverte de ce que furent les centres d'extermination nazis.

### Relations entre les deux
Entre la fiction et l'autobiographie, toutes deux narrées à la première personne, chapitre après chapitre, un rapport se noue. Ainsi par exemple, le faux Gaspard Winckler qui doit partir à la recherche du vrai Gaspard Winckler, un petit enfant sourd-muet, solitaire, orphelin, apparaît comme le représentant dans la fiction de Georges Perec adulte, qui essaie de retrouver l'enfant qu'il a été, et de comprendre sa souffrance muette, de le sauver d'un naufrage psychologique. La dernière page du livre donne la clé du rapport entre l'île de W et la vie de Perec, cette île organisée selon des lois absurdes, qui déshumanisent les habitants, transpose dans la fiction les camps de concentration nazis où la mère de l'auteur a perdu la vie.

## Rôle de l'écriture
En épigraphe, l'auteur cite Raymond Queneau :

« Cette brume insensée où s'agitent des ombres, comment pourrais-je l'éclaircir ? »

On retrouve ici le rapport entre l'écriture et le souvenir, qui parcourt tout le roman. La première partie de la phrase de Queneau est poétique, la seconde est une question que l'auteur se pose et dont la réponse est, à n'en pas douter : en écrivant. Perec, dans W, ne fait pas autrement, avec son récit imaginaire d'idéal olympique dévoyé et son autobiographie (où s'agitent des ombres) et dans laquelle il interroge sa vie, son écriture.
Perec mène l'exploration de la mémoire à travers des projets d'écriture qui peuvent réussir aussi bien qu'échouer. Il avait commencé d'autres romans autobiographiques, romans qu'il a abandonnés, pour ne se consacrer qu'à W. Il commence à réaliser W sous la forme d'un feuilleton pour la La Quinzaine littéraire. Cette forme régulière stimule son entreprise de retrouvailles. Il s'était souvenu par hasard, au cours d'un voyage à Venise en 1967, d'un récit qu'il avait écrit étant enfant, à propos d'une société construite autour de l'idéal olympique. Il voulait approfondir ce que cela lui permettait de se souvenir de lui-même. Mais, au fur et à mesure que le récit de l'univers olympique devient, par sa mémoire qui se découvre, et par le feuilleton qui se développe, un univers concentrationnaire de plus en plus difficile à vivre, Perec comprend que la forme du mythe olympique publié par épisodes n'est plus adaptée pour forcer ses oublis. Pour poursuivre son œuvre de mémoire, il doit entourer ce récit par les parcelles de ses souvenirs décomposés lui restant de sa vie d'enfant. Il interrompt le feuilleton, et englobe le récit olympique dans une alternance avec un récit autobiographique, par la forme du palimpseste, où un écrit s'écrit grâce à un autre écrit, qui tout à la fois s'efface et supporte le nouveau.
Georges Perec a donné le manuscrit de W pour une vente aux enchères au profit de La Quinzaine littéraire en 1975. Il a été acheté par un collectionneur suédois, qui l'a confié à la Bibliothèque royale de Suède.

## Île W: de l'utopie au cauchemar
Une question se pose au lecteur : cette société décrite dans la partie fictive du livre peut-elle être qualifiée d'utopie ? À première vue, elle en présente les caractéristiques. Cependant, cette utopie prétendument parfaite débouche sur l'horreur.

### Reprise de lieux communs des romans utopiques
Perec place sa « société idéale » sur une île isolée, difficile d'accès comme l'atteste la description du chapitre XII. L'organisation interne de W est impeccable. Le territoire décrit par Perec est composé de quatre villes. Perec, passionné par les chiffres et leurs significations, joue des propriétés mathématiques du chiffre quatre : ce dernier est à la fois la somme de deux fois le chiffre deux, le produit du chiffre deux par lui-même et donc le chiffre deux à la puissance deux. De ce fait, le quatre peut être considéré comme un chiffre « parfait ». Ce n'est donc pas un hasard si Perec l'a choisi ; d'ailleurs, les villes sont disposées en carré, renforçant la symétrie implacable qui marque les lieux. Le fonctionnement de l'île est impeccable, la répartition hiérarchique de ses habitants est rigoureuse, sa politique parfaitement réglée. Les habitants de W semblent unis par l'idéal olympique, idéal aux valeurs nobles, bénéfiques pour l'Humanité. Ainsi l'île décrite par Perec présente-t-elle toutes les caractéristiques de l'utopie : il s'agit d'une île parfaite où vit une société autre que la nôtre, animée par un idéal.

### Dégradation de l'image de W
Cependant, cette opinion se dégrade petit à petit, au fil de la lecture. Déjà avec le chapitre XII le lecteur avait pu ressentir un malaise dans la description initiale de l'île, où les éléments bénéfiques côtoient des éléments très désagréables (la forme de l'île en crâne de mouton, les récifs, les falaises, les marécages, etc.). Ce malaise se poursuit dans la suite de la description, avec une dégradation progressive de l'image positive de W. Dès le chapitre XVI, l'idéal olympique commence à se désagréger : la victoire est maîtresse (on sélectionne les athlètes selon leurs capacités à la victoire, et cela uniquement sur des critères morphologiques) et la population de W trouve du divertissement dans sa propre humiliation lors des épreuves particulièrement cruelles du pentathlon et du décathlon. La suite de la description de cette organisation interne accentue la cruauté déjà mise en évidence : on découvre que les athlètes sont obsédés par la victoire car elle est une condition de leur survie, ils sont mal nourris, ne portent pas de noms, sont humiliés, blessés, maltraités voire tués. La loi n'apparaît plus comme impeccable mais presque inexistante. La discrimination et l'arbitraire prédominent. Les « Atlantiades », compétition sexuelle au terme de laquelle les meilleurs posséderont des femmes, sont le reflet d'une animalité et d'une humiliation des athlètes (il faut d'ailleurs noter que la description précise de la sexualité et du mode de reproduction est commun à la plupart des utopies et des contre-utopies). Les femmes et les enfants sont tenus à l'écart des athlètes. Le lecteur s'aperçoit enfin que W n'est pas l'île idéale qu'il imaginait mais au contraire un lieu atroce, inhumain, absurde – qui fait écho aux camps de la mort – une dystopie monstrueuse.

### Île W et autobiographie de Perec
Un tel récit, mis en parallèle avec l'autobiographie de l'auteur, a un rôle essentiel. Permettre, à travers la fiction, de mettre des mots sur l'indicible : l'absence des parents, l'absurdité des raisons qui les lui ont arrachés.
La dernière page du livre rappelle que la fiction de l'île de W est une histoire que Perec se racontait enfant, une histoire par laquelle il essayait de se représenter l'horreur nazie, avec les moyens de son âge : « pendant des années, j'ai dessiné des sportifs aux corps rigides, aux faciès inhumains ». Devenu adulte, il a lu un ouvrage historique, L'Univers concentrationnaire de David Rousset, qui décrit les camps de concentration nazis dans des termes assez semblables à ceux qu'il avait imaginés.
La description de W correspond à la dénonciation sévère d'un régime fondé sur l'humiliation et l'injustice.
La partie autobiographique se finit également sur une incrimination : « J’ai oublié les raisons qui, à douze ans, m’ont fait choisir la Terre de 
Feu pour y installer W : les fascistes de Pinochet se sont chargés de donner à mon fantasme l’ultime résonance : plusieurs îlots de la Terre de Feu sont aujourd’hui des camps de déportation ».